# 1-я ударная авиационная группа
1-я ударная авиационная группа — оперативная авиационная группа в Великой Отечественной войне, созданная для решения оперативных (оперативно-тактических) задач самостоятельно и в составе фронтов во взаимодействии с войсками (силами) и средствами других видов вооружённых сил (родов войск (сил)) в операциях сухопутных войск и военно-морских сил.

## История наименований
- 1-я ударная авиационная группа;
- 280-я бомбардировочная авиационная дивизия[1];
- 280-я смешанная авиационная дивизия[1];
- 280-я смешанная авиационная Островская дивизия[1];
- 280-я штурмовая авиационная Островская дивизия[1];
- Войсковая часть (Полевая почта) 49743[1].

## Создание группы
1-я ударная авиационная группа сформирована 17 марта 1942 года на основании Приказа ГК ВВС КА от 16 марта 1942 года.

## Переформирование группы
1-я ударная группа 27 июля 1942 года Приказом НКО была обращена на формирование 280-й бомбардировочной авиационной дивизии.

## В действующей армии
В составе действующей армии:
- с 17 марта 1942 года по 31 июля 1942 года.

## Командир группы
| Звание                    | Имя                         | Период                  | Примечание                                   |
| ------------------------- | --------------------------- | ----------------------- | -------------------------------------------- |
| Генерал-лейтенант авиации | Мичугин Фёдор Георгиевич    | 17.03.1942 — 01.07.1942 | Переведён на должность командующего ВВС САВО |
| полковник                 | Буянский Николай Николаевич | 01.07.1942 — 31.07.1942 | назначен командиром 280-й бад                |

## Начальник штаба группы
| Звание    | Имя                     | Период                  | Примечание                                           |
| --------- | ----------------------- | ----------------------- | ---------------------------------------------------- |
| Полковник | Ковалёв Сергей Павлович | 17.03.1942 — 31.07.1942 | Переведён на должность начальника штаба 222-й бад ДД |

## В составе соединений и объединений
| Период        | Фронт (округ) | армия                           | примечание                                      |
| ------------- | ------------- | ------------------------------- | ----------------------------------------------- |
| 17.03.1942 г. | Ставка ВГК    | Ударные авиационные группы СВГК | в оперативном подчинении ВВС Волховского фронта |
| 31.07.1942 г. | Ставка ВГК    | Ударные авиационные группы СВГК | переформирована                                 |

## Состав
| Период                        | Части                                   | Примечание                                                                                 |
| ----------------------------- | --------------------------------------- | ------------------------------------------------------------------------------------------ |
| 30.03.1942 г. — 15.04.1942 г. | 92-й истребительный авиационный полк    | ЛаГГ-3, доукомплектован в резерве ВВС Волховского фронта, ст. Яхново Ленинградской области |
| 18.05.1942 г. — 31.07.1942 г. | 92-й истребительный авиационный полк    | ЛаГГ-3, вошёл в состав 278-й иад                                                           |
| 13.03.1942 г. — 31.07.1942 г. | 160-й истребительный авиационный полк   | ЛаГГ-3, вошёл в состав 278-й иад                                                           |
| 05.04.1942 г. — 15.07.1942 г. | 293-й истребительный авиационный полк   | Як-1, убыл на доукомплектование в 16-й зиап                                                |
| 05.04.1942 г. — 16.04.1942 г. | 484-й истребительный авиационный полк   | Як-1, убыл на доукомплектование в 8-й зиап                                                 |
| 17.03.1942 г. — 08.04.1942 г. | 565-й штурмовой авиационный полк        | Ил-2                                                                                       |
| 17.03.1942 г. — 08.08.1942 г. | 175-й бомбардировочный авиационный полк | Ил-2, вошел в состав 281-й шад                                                             |
| 08.06.1942 г. — 14.07.1942 г. | 313-й штурмовой авиационный полк        | Ил-2, вошел в состав 291-й шад                                                             |
| 19.06.1942 г. — 08.08.1942 г. | 448-й штурмовой авиационный полк        | Ил-2, вошел в состав 281-й шад                                                             |
| 20.06.1942 г. — 08.08.1942 г. | 569-й штурмовой авиационный полк        | Ил-2, вошел в состав 281-й шад                                                             |
| 17.03.1942 г. — 01.06.1942 г. | группа ДБ майора Набокова               | ДБ-3                                                                                       |
| 17.03.1942 г. — 31.07.1942 г. | 35-й бомбардировочный авиационный полк  | СБ, Пе-2, вошел в состав 280-й бад                                                         |
| 17.03.1942 г. — 20.07.1942 г. | 771-й бомбардировочный авиационный полк |                                                                                            |
| 22.03.1942 г. — 31.07.1942 г. | 815-й бомбардировочный авиационный полк | ДБ-3, Ил-4, вошел в состав 280-й бад                                                       |
| 15.04.1942 г. — 31.07.1942 г. | 823-й бомбардировочный авиационный полк | вошел в состав 280-й бад                                                                   |

## Участие в операциях и битвах
- Любанская наступательная операция — с 17 марта 1942 года по 30 апреля 1942 года.